# Rick Prelinger

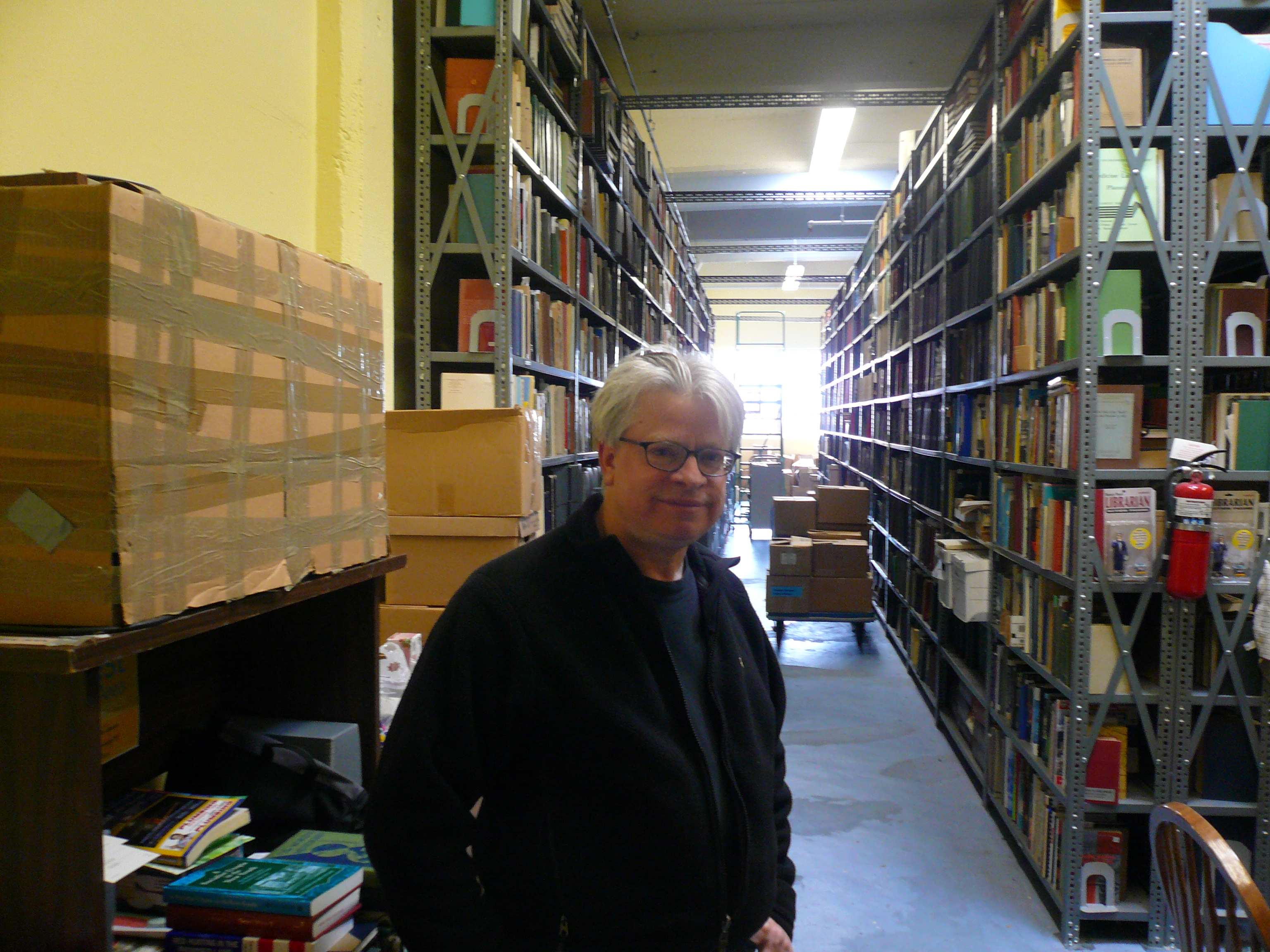
Rick Prelinger

Rick Prelinger (1953, Washington D. C., Estados Unidos) es un archivero, escritor y cineasta, creador de los Archivos Prelinger. 

## Biografía
Desde 1985, ha sido una figura clave en el campo del metraje de archivo, y hoy su colección está representada en todo el mundo por Getty Images. En 2000 se asoció con Internet Archive para hacer accesibles a través de la Red 2.100 películas (pronto serán ya cinco mil) que el público puede ver, descargar y reutilizar de forma gratuita. Su película Panorama Ephemera (2004) se proyectó por todo el mundo, y su reciente No More Road Trips? recibió una beca Creative Capital en 2012. Miles de espectadores en San Francisco (California), Detroit y otras ciudades han asistido a las proyecciones de sus Lost Landscapes. 
Prelinger es miembro de la junta directiva de Internet Archive y a menudo escribe y da charlas sobre el futuro de los archivos y otros temas relacionados con el acceso y la regeneración del material de archivo. Junto a Megan Prelinger, fundó la Prelinger Library, una biblioteca privada de investigación partidaria de la apropiación en el centro de San Francisco.